# Saint-Sauveur (Jersey)
Pour les articles homonymes, voir Saint-Sauveur.
Saint-Sauveur (Saint Saûveux en jersiais) est l’une des douze paroisses de Jersey dans les îles de la Manche. Elle est la seule à être pratiquement sans littoral, n’ayant qu’un accès très limité vers la mer. Elle borde cinq autres paroisses. C'est dans son périmètre que s'élève la Maison du Gouvernement de Jersey, résidence officielle du lieutenant-gouverneur de Jersey.

## Vingtaines
Saint-Sauveur est divisé administrativement en six vingtaines comme suit :
- La Vingtaine de Maufant (La Vîngtaine dé Maûfant en jersiais) ;
- La Vingtaine de Sous la Hougue (La Vîngtaine dé Souos la Hougue en jersiais) ;
- La Vingtaine des Pigneaux (La Vîngtaine des Pigneaux en jersiais) ;
- La Vingtaine de la Grande Longueville (La Vîngtaine d'la Grande Longueville en jersiais) ;
- La Vingtaine de la Petite Longueville (La Vîngtaine d'la P'tite Longueville en jersiais) ;
- La Vingtaine de Sous l'Église (La Vîngtaine dé Souos l'Églyise en jersiais).

Saint-Sauveur est divisé en trois districts électoraux :
- District n° 1 (Vingtaine de la Petite Longueville) : deux députés
- District n° 2 (Vingtaine de Sous l'Église) : deux députés
- District n° 3 (Vingtaines de Maufant, de Sous la Hougue, des Pigneaux and de la Grande Longueville) : un député

## Démographie
Saint-Sauveur est, avec 12 491 résidents en 2001, la deuxième plus grande paroisse de Jersey, mais la population diminue.
| 12747                    | 12680 | 12491 |
| Statistiques depuis 1991 |       |       |

## Galerie

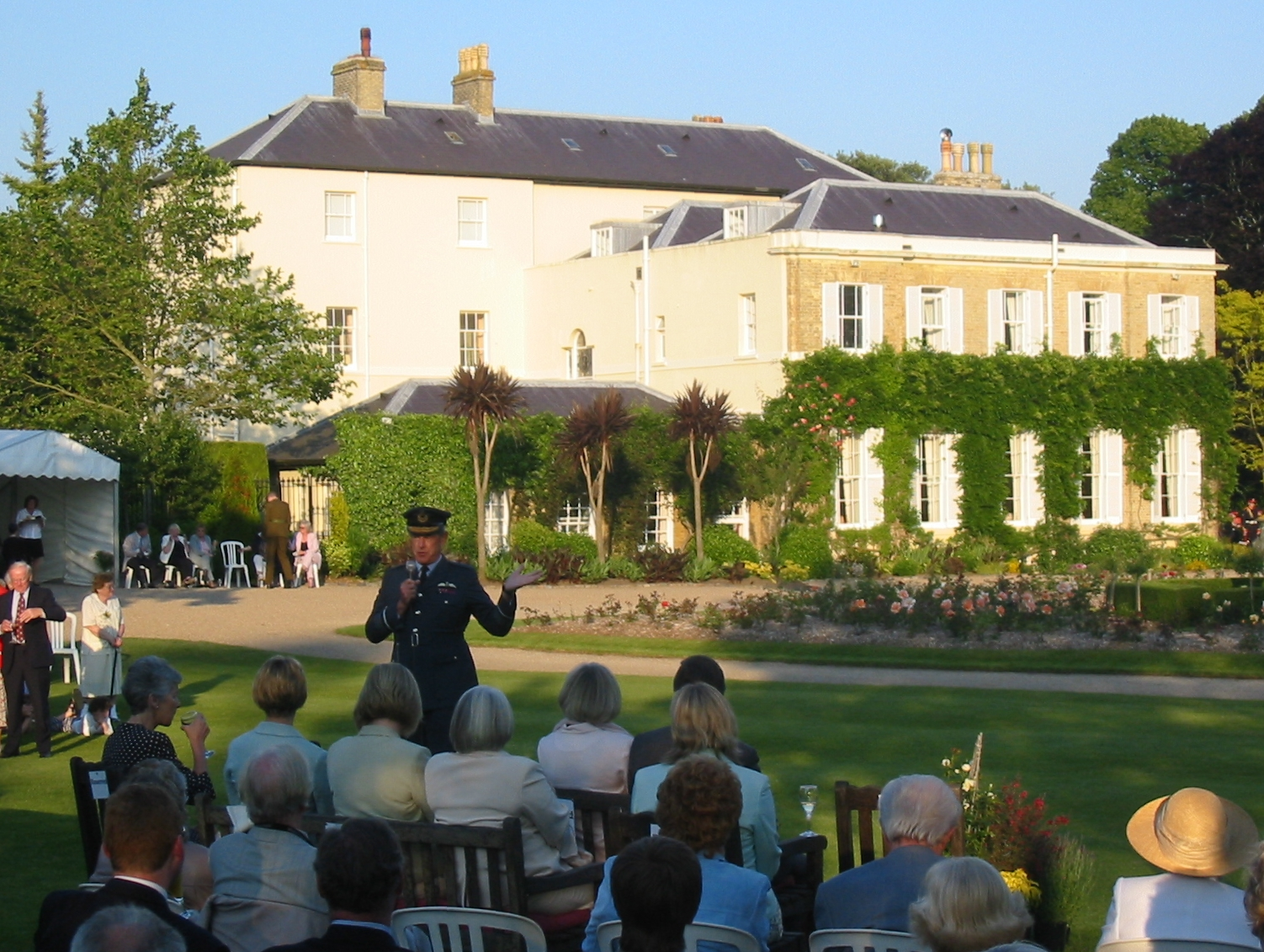
Saint-Sauveur est le siège de la résidence officielle du Lieutenant-Gouverneur de Jersey
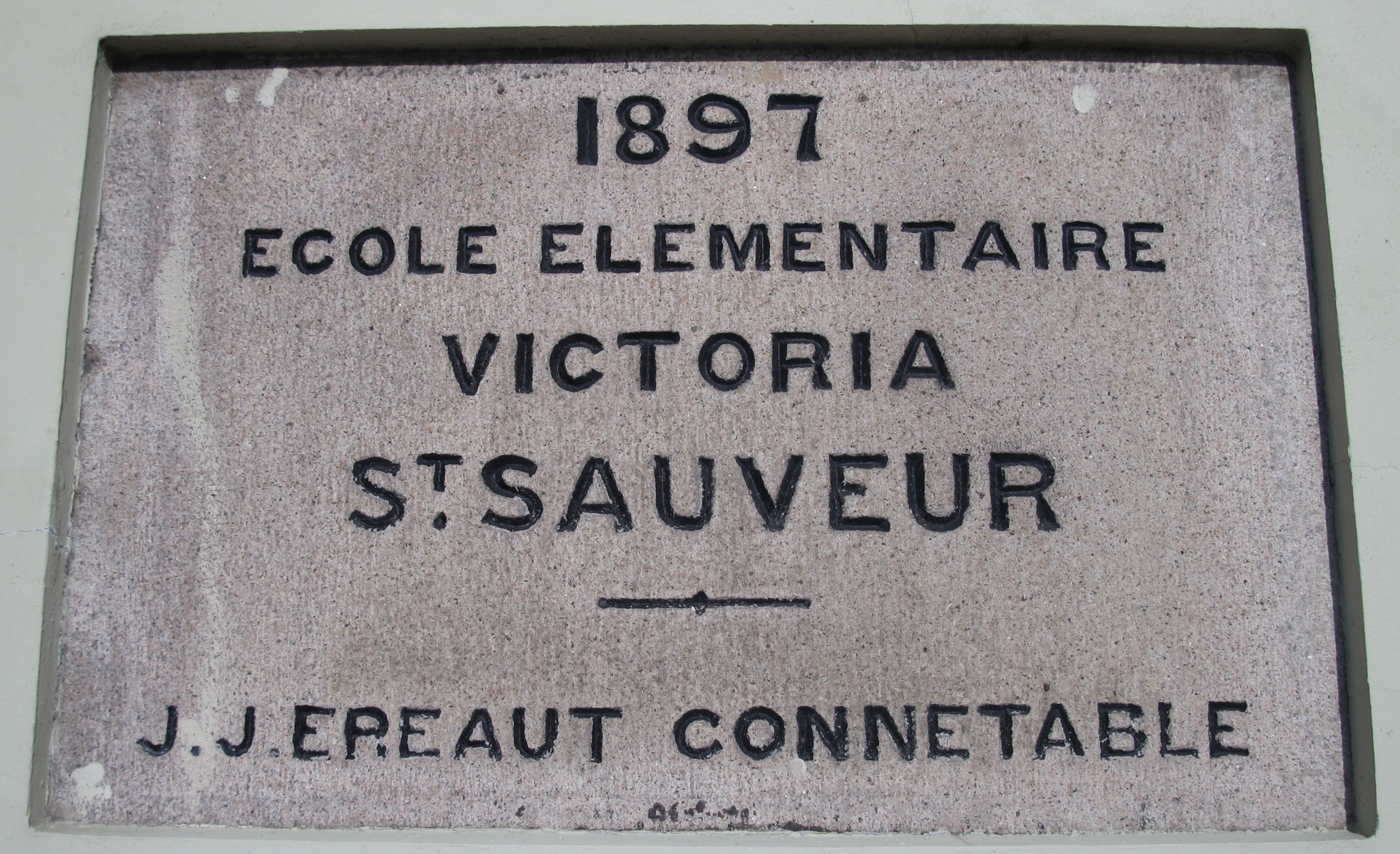
L'école élémentaire de Saint-Sauveur.
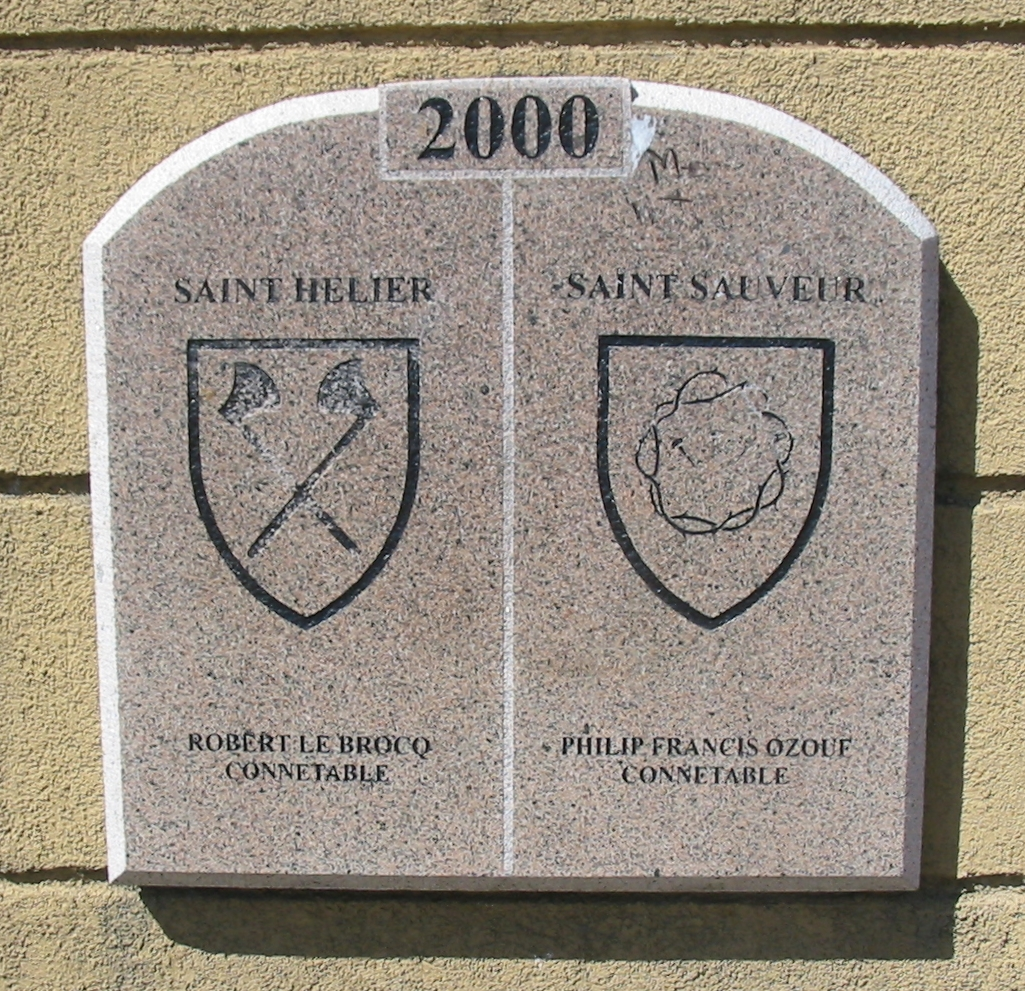
Limite paroissiale entre Saint-Hélier et Saint-Sauveur.